# Valamugil robustus
Valamugil robustus är en fiskart som först beskrevs av Günther, 1861.  Valamugil robustus ingår i släktet Valamugil och familjen multfiskar. Inga underarter finns listade i Catalogue of Life.